# Alma Johanna Koenig
Alma Johanna Koenig (née le 18 août 1887 à Prague, morte le 1er juin 1942 à Maly Trostenets) est une écrivain autrichienne.

## Biographie
Issue d'une famille juive, elle est la fille de Karl Koenig, capitaine dans l'armée impériale, et de son épouse Susanne Herdan, veuve Gelernter. Elle grandit à Vienne. Elle quitte l'école, car elle est souvent malade ; elle fait sa propre éducation et reçoit des cours de Josef Kainz. Par égard à ses parents, elle publie ses premiers poèmes dans des revues sous le pseudonyme de Johannes Herdan. En 1921, elle épouse le consul Bernhard Ehrenfels. L'année suivante, son premier roman Der heilige Palast est un succès et retient l'attention pour son érotisme. Pour son roman Die Geschichte von Half, dem Weibe, qui se passe au temps des Vikings, elle reçoit en 1925 le prix de la ville de Vienne. En 1925, elle s'installe avec son mari à Alger. En 1932, elle écrira Leidenschaft in Algier, un roman sur la société, autobiographique, psychologique et critique de son époque. En 1930, elle se sépare de son mari et revient en Autriche (le divorce est prononcé en 1936). À Vienne, elle a une relation avec Oskar Jan Tauschinski. Après l'Anschluss en 1938, elle perd ses droits civils et d'auteur en raison de son origine juive, est expulsée de son domicile à Alsergrund puis multiplie les logements provisoires. Le 27 mai 1942, elle est déportée par les nazis dans le camp d'extermination de Maly Trostenets.
En sa mémoire, Tauschinski, son exécuteur littéraire, crée en 1957 un prix. Dans l'arrondissement de Liesing, une voie porte son nom depuis 1977.

## Œuvre

### Romans et nouvelles
- Schibes. Nouvelles. Strache, Vienne-Prague- Leipzig 1920.
- Der heilige Palast. Roman. Rikola Verlag, Vienne-Berlin-Leipzig-Munich 1922.
- Die Geschichte von Half, dem Weibe. Roman. Rikola Verlag, Vienne-Leipzig-Munich 1924.
- Gudrun. Stolz und Treue. Illustrations de Willy Planck. Franckh´sche Verlagshandlung, Stuttgart 1928.
- Die Fackel des Eros. Roman. 1930
- Leidenschaft in Algier. Roman. F. G. Speidel, Vienne-Leipzig 1932.

### Poésie
- Die Windsbraut. Amalthea Verlag, Zürich-Leipzig-Vienne 1918.
- Die Lieder der Fausta. Illustrations de Karl Schwetz. Rikola Verlag, Vienne 1922.
- Liebesgedichte, compilation, F. G. Speidel, Vienne 1930.

### Théâtre
- Eiszeit des Herzens. Drame. 1925

### Publications posthumes
- Sonette für Jan. Roman versifié. Luckmann Verlag, Vienne 1946.
- Der jugendliche Gott. Roman. Paul Zsolnay, Berlin-Vienne-Leipzig 1947.
- Sahara. Nouvelles et essais d'Afrique du Nord. Leykam Verlag, Graz-Vienne 1951.
- Über mich ist die Liebe gekommen. Opéra en trois actes. Compositeur: Richard Maux. Texte: A. J. Koenig. Robitschek, Vienne 1952.
- Schibes und andere Tiergeschichten. Bergland Verlag, Vienne 1957.
- Gute Liebe, böse Liebe. Stiasny Verlag, Graz-Vienne 1960.
- Gute Liebe - böse Liebe. (Sélection avec biographie d'O. J. Tauschinski). 1960
- Schicksale in Bilderschrift. Historische Miniaturen. Bergland Verlag, Vienne 1967.
- Vor dem Spiegel. Autobiographie poétique. Édition et préface d'O. J. Tauschinski. Graz 1978.